# Trichomorpha annulipes
Trichomorpha annulipes är en mångfotingart som beskrevs av Carl 1914. Trichomorpha annulipes ingår i släktet Trichomorpha och familjen Chelodesmidae. Inga underarter finns listade i Catalogue of Life.